# عماد خدوري
عماد خدوري، هو عالم نووي عراقي عمل في وكالة الطاقة الذرية العراقية ثلاثين عاما. وهو مؤلف كتاب «السراب النووي العراقي» (بالإنجليزية: IRAQ`S NUCLEAR MIRAGE)‏. كما شارك في تاليف كتاب: «معالم وأحداث غير مكشوفة في البرنامج النووي الوطني العراقي 1981-1991» مع ظافر سلبي وزهير الجلبي.

## مقتبس من كـتاب السراب النووي
يتساءل عماد خدوري: ماذا عن ادعاءات خضر حمزة العديدة خلال السنوات السبع الماضية عن قرب امتلاك العراق للسلاح النووي الوشيك الحدوث؟ التي احتلت الصفحات الأوّل لأكبر الصحف الأمريكية والعناوين الرئيسة لنشرات الأخبار. يقول: من دون أي مسوغات لم تتقدم أي صحيفة أو مجلة أو قناة إعلامية أمريكية واحدة وجميعها متواجدة علي أرض العراق المحتل، وهي القنوات التي كانت تتهافت علي تلاوة الويل والثبور من السلاح النووي العراقي، بإجراء أي مقابلة أو أخذ أي تصريح صغير مع خضر حمزة حول مصير مزاعمه المتكررة عن إعادة تفعيل المشروع النووي العسكري وقنابل العراق الوشيكة. ويشير ساخرا يبدو أن وجوده في العراق لم ينفع حتى المفتش ديفيد كاي بأي معلومات موثوق بها ليدرجها في تقريره الأخير عن عدم وجود أسلحة الدمار الشامل في العراق بعد عام 1991، وبالذات السلاح النووي المزعوم.
يقول بيتر كوينبيرغ، وهو مسؤول سابق في الأمم المتحدة عمل في العراق لمدة أربع سنوات: «هذا أول كتاب يفك خيوط وألغاز أسطورة البرنامج النووي العراقي… أنه عرض أمين كتبه شخص شريف… أنه يقدم أيضا لمحة عن المكائد الخانقة لأجهزة الأمن في العراق… قراءته لازمة لكل من يريد أن يعرف حقيقة البرنامج النووي العراقي.»
يقيم حاليا د. خدوري في كندا ويعمل في تدريس الحاسوب

## مقتبس من كـتاب معالم وأحداث غير مكشوفة
يروي هذا الكتاب قصة نهوض علمية نهايتها مؤلمة. إنه يحكي قصة مسار سفر الطاقة الذرية العراقية وتطورات البرنامج النووي العراقي منذ أن تم إنشاء مفاعل 14 تموز الصغير للأغراض البحثية السلمية في مجالات الفيزياء والكيمياء والطب والزراعة في عام 1967 إلى الفترة التي تم فيها التوصل إلى بناء منشآت إنتاجية لتخصيب اليورانيوم، مروراً بعدد من الأحداث التي تلقي الضوء على مسار تقدّم أو تعثــّر البرنامج النووي الوطني العراقي والكثير المُهِم مما لم يـُـنشر سابقاًً الذي سيتفاجأ القراء الكرام به كما سيتفاجأ العاملون في البرنامج عند قراءة هذه الأحداث.ـ
يبدأ الكتاب بإعطاء نبذة مختصرة عن خلفية إنشاء الطاقة الذرية العراقية وعن البحوث العلمية التي كانت تجري باستخدام مفاعل 14 تموز الروسي واكتساب الخبرات العلمية والهندسية المتنوعة في كافة المجالات، واستقطاب العلميين والمهندسين المتخرجين من أنحاء العالم كافة من حملة شهادات عليا ومن ذوي القدرات النوعية.ـ
يسرد الكتاب أيضاً كيف كان وقع الضربة الجوية الإسرائيلية الغاشمة على مفاعلي تموز 1 وتموز 2 الفرنسيين، الذين كانا تحت الإنشاء، من قبل إسرائيل وتأثيرها على مجرى اتخاذ القرار بعدم جدوى الاعتماد على أي جهة أجنبية في تطوير القابليات العلمية والفنية، وضرورة الاعتماد على المواهب والإمكانات الذاتية بادئاً بذلك حقبة علمية جديدة وبحوثاً تركزت على أساليب تخصيب اليورانيوم.ـ
كما ويتطرق الكتاب إلى كيفية إنشاء الدعامات التي أسست الطفرة العلمية الجديدة وإلقاء الضوء على بعض الأمور الفائقة الأهمية التي لم تــُـنشر سابقا مُعرجاً على مراحل نهوض وانكسار البرنامج النووي الوطني العراقي، ومنها الوعد إلى الرئيس الراحل صدام حسين الذي لم يتحقق. كما ويلقي الضوء على الإجراءات الإدارية والتنظيمية التي رافقت العمليات العلمية والتي كان لها تأثيرا كبيرا في مسيرة البرنامج.
يوضـّح الكتاب ما تحقق من قفزات علمية، والأعمال الجبارة التي قام بها العلميون والمهندسون العراقيون لمحاولة الوصول إلى الطاقة الإنتاجية لتخصيب اليورانيوم، وينتهي بما آل إليه البرنامج النووي الوطني العراقي بعد العدوان الغاشم على العراق في عام 1991

## روابط خارجية
- موقع كتاب سراب السلاح النووي العراقي
- المدونة الشخصية